# Hiéroglyphe égyptien D3
Le hiéroglyphe égyptien D3 (cheveux) est classifié dans la section D « Parties du corps humain » de la liste de Gardiner ; cet y est noté D3.

## Représentation
Il représente des boucles de cheveux. Il est translitéré wš.

## Utilisation
C'est un déterminatif du champ lexical des cheveux, de la peau, du deuil et par découlement de la tristesse ainsi que du manque.
| w | S · D3 |

| w | S · D3 |

## Exemples de mots
| Sn | n · nw · W | D3 |

| Sn | n · nw · W | D3 |

| i | K1 · n | T34 | m | D3 |

| i | K1 · n | T34 | m | D3 |

| i | A | k | b | D3 |

| i | A | k | b | D3 |